# Meridian Hills (Indiana)
Meridian Hills es un pueblo ubicado en el condado de Marion en el estado estadounidense de Indiana. En el Censo de 2010 tenía una población de 1616 habitantes y una densidad poblacional de 422,44 personas por km².

## Geografía
Meridian Hills se encuentra ubicado en las coordenadas 39°53′15″N 86°9′24″O / 39.88750, -86.15667. Según la Oficina del Censo de los Estados Unidos, Meridian Hills tiene una superficie total de 3.83 km², de la cual 3.83 km² corresponden a tierra firme y (0%) 0 km² es agua.

## Demografía
Según el censo de 2010, había 1616 personas residiendo en Meridian Hills. La densidad de población era de 422,44 hab./km². De los 1616 habitantes, Meridian Hills estaba compuesto por el 95.92% blancos, el 1.24% eran afroamericanos, el 0.06% eran amerindios, el 1.05% eran asiáticos, el 0.12% eran isleños del Pacífico, el 0.43% eran de otras razas y el 1.18% pertenecían a dos o más razas. Del total de la población el 1.73% eran hispanos o latinos de cualquier raza.